# Dall River Old Growth Provincial Park
Der Dall River Old Growth Provincial Park ist ein 642 Hektar großer Provincial Park im zentralen Norden der kanadischen Provinz British Columbia in der Stikine Region. Dieser Park grenzt im Süden an den Denetiah Provincial Park, einem anderen der Provincial Parks in British Columbia und erstreckt sich entlang des Dall River flussabwärts vom Dall Lake. Er liegt etwa 300 km westlich von Fort Nelson. 
Der Dall River Old Growth Park liegt westlich des Rocky Mountain Trench in den Cassiar Mountains und gehört zur Cassiar Ranges Ecosection, einem Teil der biogeoklimatischen Ökoregion boreale Berge und Hochebenen. Der Park schützt Gebiete mit altem Weißfichtenbestand.
Es gibt keine Straßen in den Park, der Zugang erfolgt auf dem Luftweg. Der Park wird daher als Backcountry Park bezeichnet.